# حي 22 مايو (التواهي)
حي 22 مايو هو أحد أحياء مديرية التواهي في محافظة عدن اليمنية. يبلغ تعداد سكانه 3376 نسمة حسب التعداد السكاني في اليمن لعام 2004.